# 愛知大学野球連盟
愛知大学野球連盟（あいちだいがくやきゅうれんめい、英語表記はBASEBALL ASSOCIATION IN AICHI ）とは、愛知県内に所在する大学の硬式野球部で構成された大学野球リーグである。全日本大学野球連盟の傘下団体である。

## 略史
戦後の1949年に名古屋に所在する大学で愛知七大学野球連盟を設立したのが始まりである。
1946年の学制改革を受けて翌年に全国新制大学野球連盟が発足。1952年には旧制大学連盟による全国大学野球連盟と新制大学野球連盟の合併と発展的解消により全日本大学野球連盟が誕生。愛知六大学野球連盟と共にその他の東海地域を東海地区として編成。翌年までには北陸地区を含めた中部地区大学野球連盟を編成し、1965年の単独枠獲得までは中部地区の代表決定戦に出場しての選手権大会出場となっていた。
なお大学球界の中では東京・関西に次ぐ強豪校が集まった連盟として知られており、全日本大学野球選手権大会への出場枠が中部地区としてあった当時から代表は全て愛知連盟から出場している。古くから中部・東海地区の盟主であることはもとより、関東・関西地域以外からいち早く優勝校を出した地方の盟主でもあった。その実績が認められ、過去3度行なわれている全日本大学野球選手権大会の地方大会（名古屋大会）を全国で初めて主催した。
また、大学野球には珍しく一県一連盟の活動をしてきたことと地方の大都市圏という性格上、徐々に加盟校を増やしてきた。
1999年に連盟内の再編改革案や運営への不満を理由に一部の加盟校による分裂騒動が発生。強行独立・復帰など紆余曲折を経て約2年をかけて収束・沈静化し現在に至る（詳細については、連盟分裂騒動の箇所を参照）。

## 沿革
※関連団体についても併記
- 1946年　学制改革が実施。
- 1947年　全国大学野球連盟と全国新制大学野球連盟が発足。
- 1949年　愛知大学、愛知学芸大学（現：愛知教育大学）、名古屋大学、名古屋工業大学、名古屋市立大学、南山大学、名城大学の7チームで愛知七大学野球連盟が発足。
- 1950年　愛知六大学野球連盟と改称。
- 1952年　全国大学野球連盟と全国新制大学野球連盟が合併し全日本大学野球連盟が発足。代表枠として愛知六大学野球連盟を含めた東海地区が組織される。
- 1953年　愛知・東海地区に北陸地区を加えて、中部地区大学野球連盟を編成。全日本大学野球選手権大会の代表については中部地区内の各地域代表複数校により代表決定戦を開始。
- 1965年　中部地区大学野球連盟の傘下から愛知大学野球連盟が独立。
- 1967年　全日本大学野球選手権大会の初の地方開催として名古屋大会を主催。
- 1970年　全日本大学野球選手権大会において中京大学が連盟代表として初優勝に耀き、同年秋から始まった明治神宮野球大会にも連盟代表として準優勝。
- 1972年　明治神宮野球大会の出場枠が再編され、中京地区として愛知大学野球連盟と中部地区大学野球連盟間で代表決定戦を開始。
- 1980年　明治神宮野球大会の出場枠が再編され、愛知大学野球連盟が単独枠となる。
- 1986年　明治神宮野球大会において愛知工業大学が連盟代表初の優勝。
- 1987年　関西六大学野球連盟と対抗戦を開始。
- 1991年　明治神宮野球大会において愛知学院大学が連盟代表2度目の優勝。
- 1999年　年末に連盟の再編案を巡って紛糾。
- 2001年　秋季リーグから入れ替え戦を各部2校ずつで実施。
- 2003年　星城大学、人間環境大学が加盟、5部制を施行。
- 2005年　北陸大学野球野球連盟と東海地区大学野球連盟と愛知大学野球連盟の3連盟間で1代表となる。
- 2011年　春季リーグから入れ替え戦を各部1校ずつに戻す。

## チーム数の変遷
| 年・期     | 全チーム数 | 1部 | 2部 | 3部 | 4部 | 5部 | 備考 |
| ---------- | ---------- | --- | --- | --- | --- | --- | --- |
| 1949年秋季 | 7          | 7   | -   | -   | -   | -   | 愛知七大学野球連盟発足                                                                                           |
| 1950年秋季 | 6          | 6   | -   | -   | -   | -   | 名古屋工業大学が脱退 愛知六大学野球連盟に改称                                                                    |
| 1953年春季 | 9          | 6   | -   | -   | -   | -   | 愛知学生野球連盟に改称 愛知学院大学、東海同朋大学（現：同朋大学）、名古屋商科大学が加盟するがリーグには参加せず  |
| 1953年秋季 | 10         | 6   | 4   | -   | -   | -   | 名古屋工業大学が再加盟 2部リーグを新設                                                                           |
| 1956年春季 | 11         | 6   | 5   | -   | -   | -   | 中京大学が加盟                                                                                                   |
| 1957年秋季 | 10         | 6   | 4   | -   | -   | -   | 東海同朋大学が脱退                                                                                               |
| 1966年春季 | 13         | 6   | 4   | 3   | -   | -   | 愛知工業大学、中部工業大学（現：中部大学）、名古屋学院大学が加盟 3部リーグを新設                                 |
| 1974年春季 | 14         | 6   | 4   | 4   | -   | -   | 同朋大学が再加盟                                                                                                 |
| 1978年春季 | 15         | 6   | 4   | 5   | -   | -   | 日本福祉大学が加盟                                                                                               |
| 1979年秋季 | 15         | 6   | 5   | 4   | -   | -   | 2部が5チーム・3部が4チームに変更                                                                                 |
| 1982年秋季 | 16         | 6   | 6   | 4   | -   | -   | 豊橋技術科学大学が加盟 2部が6チームに増加                                                                        |
| 1985年秋季 | 17         | 6   | 6   | 5   | -   | -   | 名古屋経済大学が加盟                                                                                             |
| 1987年秋季 | 18         | 6   | 6   | 6   | -   | -   | 大同工業大学（現：大同大学）が加盟                                                                               |
| 1988年春季 | 19         | 6   | 6   | 7   | -   | -   | 愛知学泉大学が加盟                                                                                               |
| 1988年秋季 | 19         | 6   | 6   | 4   | 3   | -   | 4部リーグを新設                                                                                                  |
| 1992年秋季 | 20         | 6   | 6   | 4   | 4   | -   | 名古屋外国語大学が加盟                                                                                           |
| 1996年春季 | 21         | 6   | 6   | 5   | 4   | -   | 東海学園大学が加盟 3部が5チームに増加                                                                            |
| 1996年秋季 | 22         | 6   | 6   | 5   | 5   | -   | 愛知淑徳大学が加盟                                                                                               |
| 2000年春季 | 22         | 6   | 6   | 5   | 5   | -   | 後述する連盟分裂騒動により4部リーグが臨時部リーグに改称                                                          |
| 2000年秋季 | 23         | 6   | 6   | 6   | 5   | -   | 愛知産業大学が加盟（臨時部リーグではなく3部リーグに所属）                                                        |
| 2001年春季 | 24         | 6   | 6   | 6   | 6   | -   | 臨時部リーグが再び4部リーグに改称 愛知文教大学が加盟（再改称された4部リーグに所属）                              |
| 2001年秋季 | 25         | 6   | 6   | 6   | 7   | -   | 豊橋技術科学大学が脱退 東邦学園大学（現：愛知東邦大学）、名古屋産業大学が加盟                                    |
| 2003年春季 | 27         | 6   | 6   | 6   | 6   | 3   | 星城大学、人間環境大学が加盟 5部リーグを新設                                                                     |
| 2005年秋季 | 26         | 6   | 6   | 6   | 6   | 2   | 愛知文教大学が脱退                                                                                               |
| 2006年秋季 | 27         | 6   | 6   | 6   | 6   | 3   | 中京女子大学（現：至学館大学）が加盟                                                                             |
| 2009年春季 | 28         | 6   | 6   | 6   | 6   | 4   | 愛知みずほ大学が加盟                                                                                             |
| 2010年秋季 | 29         | 6   | 6   | 6   | 6   | 5   | 豊橋技術科学大学が再加盟                                                                                         |
| 2012年秋季 | 29         | 6   | 12  | 11  | -   | -   | 5部リーグ制から3部リーグ制に再編成 （1部リーグは維持、旧2部・3部所属チームが新2部、旧4部・5部所属チームが新3部） |
| 2013年秋季 | 28         | 6   | 12  | 10  | -   | -   | 人間環境大学が脱退                                                                                               |
| 2016年春季 | 27         | 6   | 12  | 9   | -   | -   | 愛知みずほ大学が脱退                                                                                             |
| 2021年春季 | 26         | 6   | 12  | 8   | -   | -   | 愛知学泉大学が脱退                                                                                               |

## 特徴
大学野球の歴史的な成り立ちの関係で他の地域では同一地区内で複数の大学野球連盟が乱立気味なのに対して、中京地区は愛知大学野球連盟のみが単一で存在している。そのため全国の他の連盟に比べて加盟校数が多く、現在ではその数において最大の26大学が加盟するに至っている。近年は1、2部リーグの実力差はなくなっており、有力校も降格を経験したり2部リーグ経験者からもプロ入りして活躍する選手が出ている。
明治神宮大会へ繋がる秋季リーグ戦では指名打者制を採用していない。
交流試合などにも積極的で、中京地区の社会人野球とも古くから交流試合を実施している。

## 運営方法

### 構成
加盟校数の関係から前シーズンの成績を基に1部～3部に分けたブロック運営を行なっている。
最上位リーグを1部リーグ、下位リーグを2部以下と称する。

### 対戦方法
- 1部～3部共に春季と秋季にそれぞれリーグ戦を実施。また各シーズン終了後に各部の間で入れ替え戦を実施する。
- 1部は6チームによる2戦先勝方式の総当たりによる勝ち点制、2部A・Bリーグは6チーム、3部はAリーグは5チームによる2戦固定方式総当たりによる勝率制、3部Bリーグは4チームによる変則8試合制による勝率制。

#### 2戦先勝方式
同一の対戦校に対して先に2勝したチームがその相手校との対戦に勝利したとして対戦を終了する（1勝1敗の場合は第3戦を行い決着を付ける、引き分けの場合は再試合）。

#### 2戦固定方式
同一の対戦校に対して2戦行いを対戦を終了する。

#### 変則8試合制
4チーム総当たりで対戦をするが、2チームと3試合、1チームと2試合の合計8試合の変則的な対戦形式となる。

### 順位決定方法

#### 勝ち点制
- 同一対戦校に2勝した場合に勝ち点1を獲得、勝ち点が多い方が上位。勝ち点が同じ場合は全体の勝率比較によって順位を決定。
- 勝ち点も勝率も同じ場合は、優劣の決定が必要な場合に限り決定戦（プレイオフ）を行う。
- 決定戦の成績はリーグ戦の成績に加算しない。

#### 勝率制
- 当該チームの全勝数を引き分け試合を除いた全試合数で割ったもの。その数値が高いチームを上位とする。
- 勝率が同じ場合は、優劣の決定が必要な場合に限り決定戦（プレイオフ）を行い、必要がない場合は直接対戦成績の得失点差で（変則8試合制を採用している3部Bリーグは直接対戦成績のみ）で順位を決定する。

#### 2部・3部優勝決定戦及び2部最下位決定戦
- 2部・3部の優勝決定戦はA・Bリーグの1位チームによる対戦。対戦方式は2部が2戦先勝方式、3部は1試合方式。
- 2部の最下位決定戦はA・Bリーグの6位チームのよる対戦。対戦方式は1試合方式。

### 1部リーグ優勝特典
春季は全日本大学野球選手権大会の愛知大学野球連盟代表としての出場権を獲得。秋季は優勝チームおよび準優勝チームの2チームが東海・北陸・愛知三連盟王座決定戦の愛知大学野球連盟代表となり、東海地区大学野球連盟、北陸大学野球連盟のそれぞれの優勝チーム・準優勝チームと対戦し、優勝した場合に明治神宮野球大会への出場権を獲得する。

### 入れ替え戦
各部のリーグ戦の終了後に上位リーグの最下位校と下位リーグの優勝校との間で対戦を組み、勝者チームを次シーズンの上位リーグの所属とする（敗者チームは次シーズンは下位リーグ所属となる）。対戦方法は2戦先勝方式。

## 試合会場
1部は瑞穂球場をメインに使用している。2部以下については各大学が所有しているグラウンドで試合を実施している。1部の主な使用実績のある球場は以下の通り。
- 瑞穂球場
- 熱田球場
- 春日井市民球場
- 豊田市運動公園野球場
- 小牧市民球場
- 名城大学日進グラウンド
- 中京大学豊田キャンパス内野球場
- 愛知学院大学日進学舎内野球場
- 愛知工業大学学内野球場
- 名古屋商科大学学内グラウンド

## 歴代優勝

### 歴代優勝チーム・入れ替え戦の結果
平成以降の成績
- ◎：明治神宮野球大会出場権獲得（2004年までは秋季リーグ優勝校が代表として出場）
- ☆：全国大会優勝
- ○：入れ替え戦の勝者
- ●：入れ替え戦の敗者

| 1989春    | 中京大学                                     | 最下位校不明○                                | 最下位校不明○                                | 中部大学●                                    | 中部大学●                                    | 日本福祉大学○                                | 日本福祉大学○                                | 南山大学●                                    | 南山大学●                                    | 最下位校不明○                                | 最下位校不明○                                | 名古屋市立大学●                              | 名古屋市立大学●                              |                                              |                                              |                     |                     |
| 1989秋    | 愛知学院大学                                 | 名城大学○                                    | 名城大学○                                    | 名古屋学院大学●                              | 名古屋学院大学●                              | 同朋大学○                                    | 同朋大学○                                    | 名古屋工業大学●                              | 名古屋工業大学●                              | 大同工業大学●                                | 大同工業大学●                                | 愛知学泉大学○                                | 愛知学泉大学○                                |                                              |                                              |                     |                     |
| 1990春    | 愛知工業大学                                 | 名古屋商科大学○                              | 名古屋商科大学○                              | 名古屋学院大学●                              | 名古屋学院大学●                              | 愛知教育大学●                                | 愛知教育大学●                                | 愛知学泉大学○                                | 愛知学泉大学○                                | 豊橋技術科学大学●                            | 豊橋技術科学大学●                            | 大同工業大学○                                | 大同工業大学○                                |                                              |                                              |                     |                     |
| 1990秋    | 名古屋商科大学                               | 名城大学●                                    | 名城大学●                                    | 同朋大学○                                    | 同朋大学○                                    | 愛知学泉大学●                                | 愛知学泉大学●                                | 名古屋工業大学○                              | 名古屋工業大学○                              | 大同工業大学●                                | 大同工業大学●                                | 名古屋市立大学○                              | 名古屋市立大学○                              |                                              |                                              |                     |                     |
| 1991春    | 愛知学院大学                                 | 同朋大学○                                    | 同朋大学○                                    | 名古屋学院大学●                              | 名古屋学院大学●                              | 名古屋工業大学●                              | 名古屋工業大学●                              | 愛知教育大学○                                | 愛知教育大学○                                | 名古屋市立大学●                              | 名古屋市立大学●                              | 豊橋技術科学大学○                            | 豊橋技術科学大学○                            |                                              |                                              |                     |                     |
| 1991秋    | 愛知学院大学☆                                | 同朋大学○                                    | 同朋大学○                                    | 名古屋学院大学●                              | 名古屋学院大学●                              | 日本福祉大学○                                | 日本福祉大学○                                | 南山大学●                                    | 南山大学●                                    | 豊橋技術科学大学○                            | 豊橋技術科学大学○                            | 名古屋市立大学●                              | 名古屋市立大学●                              |                                              |                                              |                     |                     |
| 1992春    | 愛知工業大学                                 | 中京大学●                                    | 中京大学●                                    | 名城大学○                                    | 名城大学○                                    | 日本福祉大学●                                | 日本福祉大学●                                | 愛知学泉大学○                                | 愛知学泉大学○                                | 豊橋技術科学大学●                            | 豊橋技術科学大学●                            | 名古屋市立大学○                              | 名古屋市立大学○                              |                                              |                                              |                     |                     |
| 1992秋    | 愛知学院大学                                 | 同朋大学●                                    | 同朋大学●                                    | 中部大学○                                    | 中部大学○                                    | 愛知学泉大学○                                | 愛知学泉大学○                                | 日本福祉大学●                                | 日本福祉大学●                                | 名古屋市立大学●                              | 名古屋市立大学●                              | 豊橋技術科学大学○                            | 豊橋技術科学大学○                            |                                              |                                              |                     |                     |
| 1993春    | 愛知学院大学                                 | 中部大学○                                    | 中部大学○                                    | 名古屋学院大学●                              | 名古屋学院大学●                              | 愛知教育大学●                                | 愛知教育大学●                                | 日本福祉大学○                                | 日本福祉大学○                                | 豊橋技術科学大学●                            | 豊橋技術科学大学●                            | 名古屋市立大学○                              | 名古屋市立大学○                              |                                              |                                              |                     |                     |
| 1993秋    | 名古屋商科大学                               | 愛知工業大学○                                | 愛知工業大学○                                | 名古屋学院大学●                              | 名古屋学院大学●                              | 日本福祉大学○                                | 日本福祉大学○                                | 名古屋工業大学●                              | 名古屋工業大学●                              | 名古屋市立大学●                              | 名古屋市立大学●                              | 大同工業大学○                                | 大同工業大学○                                |                                              |                                              |                     |                     |
| 1994春    | 愛知工業大学                                 | 愛知学院大学○                                | 愛知学院大学○                                | 中京大学●                                    | 中京大学●                                    | 日本福祉大学●                                | 日本福祉大学●                                | 名古屋工業大学○                              | 名古屋工業大学○                              | 大同工業大学●                                | 大同工業大学●                                | 名古屋市立大学○                              | 名古屋市立大学○                              |                                              |                                              |                     |                     |
| 1994秋    | 愛知大学                                     | 中部大学○                                    | 中部大学○                                    | 中京大学●                                    | 中京大学●                                    | 名古屋工業大学○                              | 名古屋工業大学○                              | 名古屋市立大学●                              | 名古屋市立大学●                              | 南山大学●                                    | 南山大学●                                    | 名古屋経済大学○                              | 名古屋経済大学○                              |                                              |                                              |                     |                     |
| 1995春    | 名城大学                                     | 中部大学●                                    | 中部大学●                                    | 中京大学○                                    | 中京大学○                                    | 名古屋工業大学●                              | 名古屋工業大学●                              | 日本福祉大学○                                | 日本福祉大学○                                | 愛知教育大学大学○                            | 愛知教育大学大学○                            | 大同工業大学●                                | 大同工業大学●                                |                                              |                                              |                     |                     |
| 1995秋    | 愛知学院大学                                 | 愛知工業大学○                                | 愛知工業大学○                                | 中部大学●                                    | 中部大学●                                    | 名古屋大学○                                  | 名古屋大学○                                  | 名古屋経済大学●                              | 名古屋経済大学●                              | 愛知教育大学（注1）                          | 愛知教育大学（注1）                          | 南山大学（注1）                              | 南山大学（注1）                              |                                              |                                              |                     |                     |
| 1996春    | 愛知工業大学                                 | 名古屋商科大学○                              | 名古屋商科大学○                              | 同朋大学●                                    | 同朋大学●                                    | 名古屋大学●                                  | 名古屋大学●                                  | 名古屋経済大学○                              | 名古屋経済大学○                              | 名古屋市立大学●                              | 名古屋市立大学●                              | 東海学園大学○                                | 東海学園大学○                                |                                              |                                              |                     |                     |
| 1996秋    | 愛知工業大学                                 | 名古屋商科大学●                              | 名古屋商科大学●                              | 同朋大学○                                    | 同朋大学○                                    | 愛知学泉大学●                                | 愛知学泉大学●                                | 名古屋大学○                                  | 名古屋大学○                                  | 南山大学○                                    | 南山大学○                                    | 豊橋技術科学大学●                            | 豊橋技術科学大学●                            |                                              |                                              |                     |                     |
| 1997春    | 愛知学院大学                                 | 中京大学○                                    | 中京大学○                                    | 名古屋商科大学●                              | 名古屋商科大学●                              | 名古屋経済大学●                              | 名古屋経済大学●                              | 愛知学泉大学○                                | 愛知学泉大学○                                | 南山大学○                                    | 南山大学○                                    | 大同工業大学●                                | 大同工業大学●                                |                                              |                                              |                     |                     |
| 1997秋    | 中京大学                                     | 同朋大学●                                    | 同朋大学●                                    | 名古屋商科大学○                              | 名古屋商科大学○                              | 日本福祉大学●                                | 日本福祉大学●                                | 名古屋経済大学○                              | 名古屋経済大学○                              | 愛知教育大学○                                | 愛知教育大学○                                | 大同工業大学●                                | 大同工業大学●                                |                                              |                                              |                     |                     |
| 1998春    | 愛知学院大学                                 | 愛知大学○                                    | 愛知大学○                                    | 中部大学●                                    | 中部大学●                                    | 名古屋経済大学●                              | 名古屋経済大学●                              | 東海学園大学○                                | 東海学園大学○                                | 南山大学○                                    | 南山大学○                                    | 大同工業大学●                                | 大同工業大学●                                |                                              |                                              |                     |                     |
| 1998秋    | 愛知学院大学                                 | 愛知工業大学○                                | 愛知工業大学○                                | 同朋大学●                                    | 同朋大学●                                    | 名古屋大学○                                  | 名古屋大学○                                  | 日本福祉大学●                                | 日本福祉大学●                                | 南山大学○                                    | 南山大学○                                    | 名古屋市立大学●                              | 名古屋市立大学●                              |                                              |                                              |                     |                     |
| 1999春    | 愛知学院大学                                 | 中京大学○                                    | 中京大学○                                    | 中部大学●                                    | 中部大学●                                    | 名古屋大学●                                  | 名古屋大学●                                  | 名古屋経済大学○                              | 名古屋経済大学○                              | 南山大学●                                    | 南山大学●                                    | 名古屋市立大学○                              | 名古屋市立大学○                              |                                              |                                              |                     |                     |
| 1999秋    | 愛知工業大学                                 | 愛知大学（注1）                              | 愛知大学（注1）                              | 名古屋学院大学（注2）                        | 名古屋学院大学（注2）                        | 愛知学泉大学（注2）                          | 愛知学泉大学（注2）                          | 愛知教育大学（注2）                          | 愛知教育大学（注2）                          | 名古屋市立大学（注2）                        | 名古屋市立大学（注2）                        | 大同工業大学（注2）                          | 大同工業大学（注2）                          |                                              |                                              |                     |                     |
|           |                                              |                                              |                                              |                                              |                                              |                                              |                                              |                                              |                                              |                                              |                                              |                                              |                                              |                                              |                                              |                     |                     |
| 1部最下位 | 1部最下位                                    | 2部優勝                                      | 2部優勝                                      | 2部最下位                                    | 2部最下位                                    | 3部優勝                                      | 3部優勝                                      | 3部最下位                                    | 3部最下位                                    | 臨時部1位                                    | 臨時部1位                                    |                                              |                                              |                                              |                                              |                     |                     |
| 2000春    | 愛知学院大学                                 | 名古屋経済大学●                              | 名古屋経済大学●                              | 東海学園大学○                                | 東海学園大学○                                | 名古屋工業大学○                              | 名古屋工業大学○                              | 南山大学●                                    | 南山大学●                                    | 豊橋技術科学大学（注3）                      | 豊橋技術科学大学（注3）                      | 中京大学（注3）                              | 中京大学（注3）                              |                                              |                                              |                     |                     |
| 2000秋    | 愛知学院大学                                 | 同朋大学●                                    | 同朋大学●                                    | 愛知学泉大学○                                | 愛知学泉大学○                                | 名古屋市立大学●                              | 名古屋市立大学●                              | 大同工業大学○                                | 大同工業大学○                                | 愛知淑徳大学（注3）                          | 愛知淑徳大学（注3）                          | 愛知工業大学（注3）                          | 愛知工業大学（注3）                          |                                              |                                              |                     |                     |
|           |                                              |                                              |                                              |                                              |                                              |                                              |                                              |                                              |                                              |                                              |                                              |                                              |                                              |                                              |                                              |                     |                     |
| 1部最下位 | 1部最下位                                    | 2部優勝                                      | 2部優勝                                      | 2部最下位                                    | 2部最下位                                    | 3部優勝                                      | 3部優勝                                      | 3部最下位                                    | 3部最下位                                    | 4部優勝                                      | 4部優勝                                      |                                              |                                              |                                              |                                              |                     |                     |
| 2001春    | 愛知学院大学                                 | 愛知学泉大学●                                | 愛知学泉大学●                                | 同朋大学○                                    | 同朋大学○                                    | 名古屋工業大学●                              | 名古屋工業大学●                              | 南山大学○                                    | 南山大学○                                    | 豊橋技術科学大学●                            | 豊橋技術科学大学●                            | 中京大学○                                    | 中京大学○                                    |                                              |                                              |                     |                     |
|           |                                              |                                              |                                              |                                              |                                              |                                              |                                              |                                              |                                              |                                              |                                              |                                              |                                              |                                              |                                              |                     |                     |
| 1部5位    | 1部最下位                                    | 2部優勝                                      | 2部2位                                       | 2部5位                                       | 2部最下位                                    | 3部優勝                                      | 3部2位                                       | 3部5位                                       | 3部最下位                                    | 4部優勝                                      | 4部2位                                       |                                              |                                              |                                              |                                              |                     |                     |
| 2001秋    | 愛知学院大学                                 | 同朋大学○                                    | 東海学園大学○                                | 日本福祉大学●                                | 名古屋経済大学●                              | 南山大学●                                    | 大同工業大学●                                | 中京大学○                                    | 愛知産業大学○                                | 名古屋工業大学●                              | 愛知淑徳大学●                                | 愛知大学○                                    | 愛知工業大学○                                |                                              |                                              |                     |                     |
| 2002春    | 愛知学院大学                                 | 名古屋商科大学○                              | 同朋大学●                                    | 中京大学○                                    | 愛知学泉大学●                                | 日本福祉大学●                                | 愛知産業大学●                                | 愛知大学○                                    | 愛知工業大学○                                | 大同工業大学●                                | 名古屋市立大学●                              | 名城大学○                                    | 名古屋大学○                                  |                                              |                                              |                     |                     |
|           |                                              | 1部・2部入れ替え戦                           | 1部・2部入れ替え戦                           | 1部・2部入れ替え戦                           | 1部・2部入れ替え戦                           | 2部・3部入れ替え戦                           | 2部・3部入れ替え戦                           | 2部・3部入れ替え戦                           | 2部・3部入れ替え戦                           | 3部・4部入れ替え戦                           | 3部・4部入れ替え戦                           | 3部・4部入れ替え戦                           | 3部・4部入れ替え戦                           | 4部・5部入れ替え戦                           | 4部・5部入れ替え戦                           | 4部・5部入れ替え戦  | 4部・5部入れ替え戦  |
| 1部5位    | 1部最下位                                    | 2部優勝                                      | 2部2位                                       | 2部5位                                       | 2部最下位                                    | 3部優勝                                      | 3部2位                                       | 3部5位                                       | 3部最下位                                    | 4部優勝                                      | 4部2位                                       | 4部5位                                       | 4部最下位                                    | 5部優勝                                      | 5部2位                                       |                     |                     |
| 2002秋    | 愛知学院大学                                 | 東海学園大学●                                | 中京大学●                                    | 愛知大学○                                    | 愛知工業大学○                                | 愛知教育大学●                                | 愛知学泉大学●                                | 名城大学○                                    | 名古屋大学○                                  | 愛知産業大学○                                | 名古屋外国語大学●                            | 東邦学園大学○                                | 名古屋工業大学●                              |                                              | 名古屋産業大学（注4）                        |                     |                     |
| 2003春    | 愛知大学                                     | 名古屋商科大学●                              | 名古屋学院大学○                              | 名城大学●                                    | 中京大学○                                    | 名古屋大学○                                  | 名古屋経済大学●                              | 愛知産業大学○                                | 日本福祉大学●                                | 南山大学●                                    | 東邦学園大学●                                | 大同工業大学○                                | 名古屋外国語大学○                            | 名古屋市立大学○                              | 愛知文教大学●                                | 星城大学○           | 人間環境大学●       |
| 2003秋    | 中京大学                                     | 中部大学○                                    | 名古屋学院大学●                              | 名城大学○                                    | 名古屋商科大学●                              | 名古屋大学○                                  | 愛知産業大学●                                | 名古屋経済大学○                              | 愛知学泉大学●                                | 名古屋外国語大学●                            | 大同工業大学●                                | 星城大学○                                    | 東邦学園大学○                                | 名古屋市立大学○                              | 愛知淑徳大学○                                | 人間産業大学●       | 名古屋産業大学●     |
| 2004春    | 中京大学                                     | 中部大学○                                    | 愛知工業大学○                                | 東海学園大学●                                | 同朋大学●                                    | 名古屋経済大学○                              | 名古屋大学●                                  | 日本福祉大学○                                | 愛知産業大学●                                | 愛知教育大学●                                | 東邦学園大学●                                | 南山大学○                                    | 名古屋工業大学○                              | 名古屋市立大学●                              | 名古屋外国語大学●                            | 名古屋産業大学○     | 愛知文教大学○       |
| 2004秋    | 愛知大学                                     | 中京大学○                                    | 愛知工業大学○                                | 名古屋商科大学●                              | 日本福祉大学●                                | 同朋大学○                                    | 名古屋経済大学○                              | 星城大学●                                    | 愛知学泉大学●                                | 南山大学●                                    | 名古屋工業大学●                              | 名古屋産業大学○                              | 愛知教育大学○                                | 愛知淑徳大学●                                | 愛知文教大学●                                | 名古屋外国語大学○   | 人間環境大学○       |
| 2005春    | 愛知学院大学                                 | 愛知大学○                                    | 中部大学○                                    | 名古屋商科大学●                              | 日本福祉大学●                                | 同朋大学○                                    | 名古屋経済大学○                              | 愛知産業大学●                                | 名古屋産業大学●                              | 愛知教育大学●                                | 名古屋大学○                                  | 東邦学園大学●                                | 南山大学○                                    | 名古屋外国語大学○                            | 人間環境大学○                                | 名古屋市立大学●     | 愛知文教大学●       |
| 2005秋    | 愛知学院大学◎                                | 名城大学○                                    | 愛知大学○                                    | 名古屋商科大学●                              | 名古屋学院大学●                              | 同朋大学●                                    | 名古屋経済大学●                              | 愛知産業大学○                                | 名古屋産業大学○                              | 愛知学泉大学○                                | 南山大学●                                    | 愛知教育大学○                                | 名古屋工業大学●                              | 人間環境大学○                                | 名古屋外国語大学○                            | 愛知淑徳大学●       | 名古屋市立大学●     |
| 2006春    | 名城大学                                     | 中部大学○                                    | 愛知大学○                                    | 名古屋学院大学●                              | 東海学園大学●                                | 日本福祉大学○                                | 名古屋産業大学○                              | 名古屋大学●                                  | 星城大学●                                    | 名古屋経済大学○                              | 愛知教育大学○                                | 南山大学●                                    | 東邦学園大学●                                | 大同工業大学○                                | 名古屋外国語大学●                            | 名古屋市立大学○     | 愛知淑徳大学●       |
| 2006秋    | 愛知学院大学◎                                | 愛知工業大学○                                | 名城大学●                                    | 日本福祉大学○                                | 愛知産業大学●                                | 東海学園大学○                                | 名古屋産業大学●                              | 星城大学○                                    | 同朋大学●                                    | 愛知学泉大学●                                | 名古屋経済大学○                              | 名古屋工業大学●                              | 東邦学園大学○                                | 大同工業大学○                                | 人間環境大学●                                | 愛知淑徳大学○       | 名古屋外国語大学●   |
| 2007春    | 愛知学院大学                                 | 愛知大学●                                    | 日本福祉大学●                                | 名古屋商科大学○                              | 愛知産業大学○                                | 東海学園大学○                                | 星城大学○                                    | 名古屋産業大学●                              | 同朋大学●                                    | 名古屋大学○                                  | 名古屋経済大学○                              | 名古屋工業大学●                              | 南山大学●                                    | 名古屋市立大学○                              | 大同工業大学○                                | 名古屋外国語大学●   | 人間環境大学●       |
| 2007秋    | 愛知学院大学◎（注5）                         | 愛知産業大学○                                | 名古屋商科大学○                              | 名城大学●                                    | 星城大学●                                    | 東海学園大学○                                | 日本福祉大学○                                | 名古屋産業大学●                              | 愛知教育大学●                                | 名古屋経済大学○                              | 名古屋大学○                                  | 南山大学●                                    | 名古屋工業大学●                              | 愛知淑徳大学○                                | 愛知学泉大学○                                | 名古屋外国語大学●   | 人間環境大学●       |
| 2008春    | 中部大学                                     | 名古屋商科大学○                              | 愛知工業大学●                                | 名城大学○                                    | 名古屋学院大学●                              | 東海学園大学○                                | 日本福祉大学●                                | 名古屋産業大学○                              | 同朋大学●                                    | 愛知教育大学○                                | 名古屋大学○                                  | 名古屋工業大学●                              | 南山大学●                                    | 大同工業大学●                                | 名古屋市立大学○                              | 人間環境大学●       | 名古屋外国語大学○   |
| 2008秋    | 愛知学院大学◎                                | 愛知産業大学●                                | 名城大学○                                    | 愛知大学●                                    | 東海学園大学○                                | 名古屋学院大学●                              | 名古屋産業大学●                              | 日本福祉大学○                                | 同朋大学○                                    | 愛知教育大学○                                | 名古屋経済大学●                              | 名古屋工業大学○                              | 南山大学●                                    | 愛知学泉大学●                                | 名古屋市立大学●                              | 大同工業大学○       | 人間環境大学○       |
| 2009春    | 中京大学                                     | 東海学園大学●                                | 名城大学●                                    | 愛知大学○                                    | 愛知工業大学○                                | 星城大学●                                    | 同朋大学●                                    | 名古屋産業大学○                              | 名古屋学院大学○                              | 名古屋大学○                                  | 名古屋工業大学●                              | 名古屋経済大学○                              | 愛知淑徳大学●                                | 愛知学泉大学○                                | 名古屋市立大学●                              | 大同大学○           | 愛知みずほ大学●     |
| 2009秋    | 愛知大学◎（注6）                             | 中部大学○                                    | 愛知工業大学○                                | 名城大学●                                    | 愛知産業大学●                                | 名古屋学院大学●                              | 名古屋産業大学○                              | 同朋大学●                                    | 愛知東邦大学○                                | 名古屋経済大学○                              | 愛知教育大学○                                | 南山大学●                                    | 愛知学泉大学●                                | 名古屋外国語大学●                            | 大同大学○                                    | 名古屋市立大学●     | 中京女子大学○       |
| 2010春    | 愛知学院大学                                 | 愛知工業大学○                                | 中京大学●                                    | 名城大学○                                    | 東海学園大学●                                | 愛知東邦大学○                                | 名古屋産業大学○                              | 星城大学●                                    | 同朋大学●                                    | 愛知教育大学●                                | 名古屋大学●                                  | 至学館大学○                                  | 南山大学○                                    | 愛知学泉大学○                                | 愛知淑徳大学○                                | 名古屋外国語大学●   | 大同大学●           |
| 2010秋    | 愛知学院大学◎                                | 愛知大学○                                    | 愛知工業大学○                                | 中京大学●                                    | 日本福祉大学●                                | 愛知東邦大学●                                | 名古屋産業大学●                              | 同朋大学○                                    | 名古屋学院大学○                              | 至学館大学○                                  | 南山大学○                                    | 愛知学泉大学●                                | 名古屋大学●                                  | 名古屋工業大学○                              | 愛知淑徳大学○                                | 名古屋外国語大学●   | 豊橋技術科学大学●   |
|           |                                              |                                              |                                              |                                              |                                              |                                              |                                              |                                              |                                              |                                              |                                              |                                              |                                              |                                              |                                              |                     |                     |
| 1部最下位 | 1部最下位                                    | 2部優勝                                      | 2部優勝                                      | 2部5位                                       | 2部最下位                                    | 3部優勝                                      | 3部2位                                       | 3部5位                                       | 3部最下位                                    | 4部優勝                                      | 4部2位                                       | 4部5位                                       | 4部最下位                                    | 5部優勝                                      | 5部2位                                       |                     |                     |
| 2011春    | 愛知学院大学                                 | 中部大学○                                    | 中部大学○                                    | 中京大学●                                    | 中京大学●                                    | 同朋大学●                                    | 名古屋学院大学●                              | 至学館大学○                                  | 星城大学○                                    | 愛知東邦大学○                                | 南山大学○                                    | 名古屋大学●                                  | 愛知教育大学●                                | 名古屋市立大学○                              | 愛知淑徳大学●                                | 名古屋外国語大学○   | 大同大学●           |
|           |                                              |                                              |                                              |                                              |                                              |                                              |                                              |                                              |                                              |                                              |                                              |                                              |                                              |                                              |                                              |                     |                     |
| 1部最下位 | 1部最下位                                    | 2部優勝                                      | 2部優勝                                      | 2部最下位                                    | 2部最下位                                    | 3部優勝                                      | 3部優勝                                      | 3部最下位                                    | 3部最下位                                    | 4部優勝                                      | 4部優勝                                      | 4部最下位                                    | 4部最下位                                    | 5部優勝                                      | 5部優勝                                      |                     |                     |
| 2011秋    | 愛知学院大学◎                                | 名城大学○                                    | 名城大学○                                    | 中京大学●                                    | 中京大学●                                    | 星城大学○                                    | 星城大学○                                    | 名古屋学院大学●                              | 名古屋学院大学●                              | 南山大学●                                    | 南山大学●                                    | 名古屋大学○                                  | 名古屋大学○                                  | 名古屋市立大学○                              | 名古屋市立大学○                              | 愛知淑徳大学●       | 愛知淑徳大学●       |
| 2012春    | 愛知学院大学                                 | 愛知工業大学●                                | 愛知工業大学●                                | 愛知産業大学○                                | 愛知産業大学○                                | 星城大学（注7）                              | 星城大学（注7）                              | 名古屋経済大学（注7）                        | 名古屋経済大学（注7）                        | 名古屋大学（注7）                            | 名古屋大学（注7）                            | 愛知学泉大学（注7）                          | 愛知学泉大学（注7）                          | 名古屋市立大学（注7）                        | 名古屋市立大学（注7）                        | 愛知淑徳大学（注7） | 愛知淑徳大学（注7） |
|           |                                              | 1部・2部入れ替え戦                           | 1部・2部入れ替え戦                           | 1部・2部入れ替え戦                           | 1部・2部入れ替え戦                           | 1部・2部入れ替え戦                           | 1部・2部入れ替え戦                           | 2部・3部入れ替え戦                           | 2部・3部入れ替え戦                           | 2部・3部入れ替え戦                           | 2部・3部入れ替え戦                           | 2部・3部入れ替え戦                           | 2部・3部入れ替え戦                           | 2部・3部入れ替え戦                           | 2部・3部入れ替え戦                           |                     |                     |
| 1部最下位 | 1部最下位                                    | 2部優勝                                      | 2部優勝                                      | 2部Aリーグ1位                                | 2部Bリーグ1位                                | 2部Aリーグ6位                                | 2部Bリーグ6位                                | 2部最下位                                    | 2部最下位                                    | 3部優勝                                      | 3部優勝                                      | 3部Aリーグ1位                                | 3部Bリーグ1位                                |                                              |                                              |                     |                     |
| 2012秋    | 愛知学院大学                                 | 愛知産業大学○                                | 愛知産業大学○                                | 中京大学●                                    | 中京大学●                                    | 東海学園大学                                 | 中京大学                                     | 同朋大学                                     | 愛知東邦大学                                 | 愛知東邦大学●                                | 愛知東邦大学●                                | 名古屋大学○                                  | 名古屋大学○                                  | 名古屋大学                                   | 南山大学                                     |                     |                     |
| 2013春    | 愛知大学                                     | 愛知産業大学●                                | 愛知産業大学●                                | 中京大学○                                    | 中京大学○                                    | 東海学園大学                                 | 中京大学                                     | 名古屋学院大学                               | 日本福祉大学                                 | 名古屋学院大学●                              | 名古屋学院大学●                              | 愛知東邦大学○                                | 愛知東邦大学○                                | 愛知東邦大学                                 | 南山大学                                     |                     |                     |
| 2013秋    | 中京大学                                     | 名古屋商科大学●                              | 名古屋商科大学●                              | 日本福祉大学○                                | 日本福祉大学○                                | 日本福祉大学                                 | 愛知産業大学                                 | 愛知学泉大学                                 | 名古屋経済大学                               | 愛知学泉大学●                                | 愛知学泉大学●                                | 名古屋学院大学○                              | 名古屋学院大学○                              | 名古屋学院大学                               | 名古屋工業大学                               |                     |                     |
| 2014春    | 愛知学院大学                                 | 中京大学○                                    | 中京大学○                                    | 愛知工業大学●                                | 愛知工業大学●                                | 名古屋商業大学                               | 愛知工業大学                                 | 星城大学                                     | 同朋大学                                     | 同朋大学○                                    | 同朋大学○                                    | 名古屋工業大学●                              | 名古屋工業大学●                              | 愛知学泉大学                                 | 名古屋工業大学                               |                     |                     |
| 2014秋    | 中部大学                                     | 名城大学○                                    | 名城大学○                                    | 愛知工業大学●                                | 愛知工業大学●                                | 東海学園大学                                 | 愛知工業大学                                 | 同朋大学                                     | 名古屋経済大学                               | 名古屋経済大学○                              | 名古屋経済大学○                              | 愛知学泉大学●                                | 愛知学泉大学●                                | 愛知学泉大学                                 | 愛知教育大学                                 |                     |                     |
| 2015春    | 愛知学院大学                                 | 日本福祉大学○                                | 日本福祉大学○                                | 東海学園大学●                                | 東海学園大学●                                | 東海学園大学                                 | 名古屋商科大学                               | 愛知産業大学                                 | 至学館大学                                   | 至学館大学○                                  | 至学館大学○                                  | 愛知教育大学●                                | 愛知教育大学●                                | 愛知学泉大学                                 | 愛知教育大学                                 |                     |                     |
| 2015秋    | 中京大学◎（注8）                             | 愛知学院大学●                                | 愛知学院大学●                                | 愛知産業大学○                                | 愛知産業大学○                                | 愛知工業大学                                 | 愛知産業大学                                 | 名古屋大学                                   | 名古屋商科大学                               | 名古屋大学●                                  | 名古屋大学●                                  | 愛知学泉大学○                                | 愛知学泉大学○                                | 愛知学泉大学                                 | 愛知淑徳大学                                 |                     |                     |
| 2016春    | 中京大学                                     | 愛知大学●                                    | 愛知大学●                                    | 愛知学院大学○                                | 愛知学院大学○                                | 東海学園大学                                 | 愛知学院大学                                 | 星城大学                                     | 名古屋産業大学                               | 星城大学●                                    | 星城大学●                                    | 名古屋大学○                                  | 名古屋大学○                                  | 名古屋大学                                   | 愛知淑徳大学                                 |                     |                     |
| 2016秋    | 中京大学◎（注9）                             | 日本福祉大学●                                | 日本福祉大学●                                | 愛知大学○                                    | 愛知大学○                                    | 愛知東邦大学                                 | 愛知大学                                     | 名古屋産業大学                               | 名古屋大学                                   | 名古屋大学●                                  | 名古屋大学●                                  | 星城大学○                                    | 星城大学○                                    | 星城大学                                     | 愛知淑徳大学                                 |                     |                     |
| 2017春    | 中部大学                                     | 愛知産業大学●                                | 愛知産業大学●                                | 東海学園大学○                                | 東海学園大学○                                | 名古屋学院大学                               | 東海学園大学                                 | 星城大学                                     | 名古屋産業大学                               | 名古屋産業大学●                              | 名古屋産業大学●                              | 名古屋大学○                                  | 名古屋大学○                                  | 名古屋大学                                   | 愛知淑徳大学                                 |                     |                     |
| 2017秋    | 中京大学◎（注9）                             | 愛知大学○                                    | 愛知大学○                                    | 名古屋商科大学●                              | 名古屋商科大学●                              | 名古屋商科大学                               | 愛知東邦大学                                 | 同朋大学                                     | 名古屋経済大学                               | 名古屋経済大学●                              | 名古屋経済大学●                              | 名古屋産業大学○                              | 名古屋産業大学○                              | 名古屋産業大学                               | 南山大学                                     |                     |                     |
| 2018春    | 中京大学                                     | 愛知学院大学○                                | 愛知学院大学○                                | 至学館大学●                                  | 至学館大学●                                  | 名古屋学院大学                               | 至学館大学                                   | 名古屋大学                                   | 愛知学泉大学                                 | 名古屋大学●                                  | 名古屋大学●                                  | 名古屋経済大学○                              | 名古屋経済大学○                              | 名古屋経済大学                               | 大同大学                                     |                     |                     |
| 2018秋    | 名城大学                                     | 愛知大学●                                    | 愛知大学●                                    | 愛知工業大学〇                               | 愛知工業大学〇                               | 愛知東邦大学                                 | 愛知工業大学                                 | 名古屋学院大学                               | 名古屋経済大学〇                             | 名古屋経済大学                               | 名古屋経済大学                               | 愛知淑徳大学●                                | 愛知淑徳大学●                                | 愛知教育大学                                 | 愛知淑徳大学                                 |                     |                     |
| 2019春    | 愛知工業大学                                 | 愛知学院大学○                                | 愛知学院大学○                                | 愛知産業大学●                                | 愛知産業大学●                                | 愛知産業大学                                 | 日本福祉大学                                 | 名古屋経済大学                               | 名古屋商科大学                               | 名古屋経済大学○                              | 名古屋経済大学○                              | 名古屋大学●                                  | 名古屋大学●                                  | 名古屋工業大学                               | 名古屋大学                                   |                     |                     |
| 2019秋    | 中京大学                                     | 愛知学院大学○                                | 愛知学院大学○                                | 名古屋学院大学●                              | 名古屋学院大学●                              | 名古屋学院大学                               | 日本福祉大学                                 | 名古屋産業大学                               | 名古屋経済大学                               | 名古屋経済大学●                              | 名古屋経済大学●                              | 名古屋大学○                                  | 名古屋大学○                                  | 愛知淑徳大学                                 | 名古屋大学                                   |                     |                     |
| 2020春    | 新型コロナウイルス感染症の影響により開催中止 | 新型コロナウイルス感染症の影響により開催中止 | 新型コロナウイルス感染症の影響により開催中止 | 新型コロナウイルス感染症の影響により開催中止 | 新型コロナウイルス感染症の影響により開催中止 | 新型コロナウイルス感染症の影響により開催中止 | 新型コロナウイルス感染症の影響により開催中止 | 新型コロナウイルス感染症の影響により開催中止 | 新型コロナウイルス感染症の影響により開催中止 | 新型コロナウイルス感染症の影響により開催中止 | 新型コロナウイルス感染症の影響により開催中止 | 新型コロナウイルス感染症の影響により開催中止 | 新型コロナウイルス感染症の影響により開催中止 | 新型コロナウイルス感染症の影響により開催中止 | 新型コロナウイルス感染症の影響により開催中止 |                     |                     |
|           |                                              | 1部・2部入れ替え戦                           | 1部・2部入れ替え戦                           | 1部・2部入れ替え戦                           | 1部・2部入れ替え戦                           | 1部・2部入れ替え戦                           | 1部・2部入れ替え戦                           | 2部・3部入れ替え戦                           | 2部・3部入れ替え戦                           | 2部・3部入れ替え戦                           | 2部・3部入れ替え戦                           | 2部・3部入れ替え戦                           | 2部・3部入れ替え戦                           |                                              |                                              |                     |                     |
| 1部最下位 | 1部最下位                                    | 2部優勝                                      | 2部優勝                                      | 2部Aリーグ1位                                | 2部Bリーグ1位                                | 2部Aリーグ6位                                | 2部Bリーグ6位                                | 2部最下位                                    | 2部最下位                                    | 3部優勝                                      | 3部優勝                                      |                                              |                                              |                                              |                                              |                     |                     |
| 2020秋    | 中京大学                                     | 東海学園大学○                                | 東海学園大学○                                | 愛知東邦大学●                                | 愛知東邦大学●                                | 愛知東邦大学                                 | 日本福祉大学                                 | 同朋大学                                     | 名古屋産業大学                               | 同朋大学・名古屋産業大学（注10）             | 同朋大学・名古屋産業大学（注10）             | 名古屋経済大学（注11）                       | 名古屋経済大学（注11）                       |                                              |                                              |                     |                     |
| 2021春    | 名城大学                                     | 中京大学（注12）                             | 中京大学（注12）                             | 愛知産業大学（注12）                         | 愛知産業大学（注12）                         | 星城大学                                     | 愛知産業大学                                 | 同朋大学                                     | 名古屋経済大学                               | 同朋大学・名古屋経済大学（注13）             | 同朋大学・名古屋経済大学（注13）             | 愛知教育大学（注12）                         | 愛知教育大学（注12）                         |                                              |                                              |                     |                     |
| 2021秋    | 中京大学                                     | 東海学園大学（注15）                         | 東海学園大学（注15）                         | 日本福祉大学（注14・15）                     | 日本福祉大学（注14・15）                     | 実施せず（注14）                             | 実施せず（注14）                             | 実施せず（注14）                             | 実施せず（注14）                             | 同朋大学・名古屋経済大学（注13・15）         | 同朋大学・名古屋経済大学（注13・15）         | 南山大学（注15）                             | 南山大学（注15）                             |                                              |                                              |                     |                     |
|           |                                              | 1部・2部入れ替え戦                           | 1部・2部入れ替え戦                           | 1部・2部入れ替え戦                           | 1部・2部入れ替え戦                           | 1部・2部入れ替え戦                           | 1部・2部入れ替え戦                           | 2部・3部入れ替え戦                           | 2部・3部入れ替え戦                           | 2部・3部入れ替え戦                           | 2部・3部入れ替え戦                           | 2部・3部入れ替え戦                           | 2部・3部入れ替え戦                           |                                              |                                              |                     |                     |
| 1部6位    | 1部6位                                       | 1部最下位                                    | 1部最下位                                    | 2部優勝                                      | 2部優勝                                      | 2部11位                                      | 2部11位                                      | 2部最下位                                    | 2部最下位                                    | 3部優勝                                      | 3部優勝                                      |                                              |                                              |                                              |                                              |                     |                     |
| 2022春    | 名城大学                                     | 東海学園大学●                                | 東海学園大学●                                | 愛知産業大学●                                | 愛知産業大学●                                | 愛知東邦大学○                                | 愛知東邦大学○                                | 名古屋商科大学○                              | 名古屋商科大学○                              | 名古屋産業大学●                              | 名古屋産業大学●                              | 名古屋工業大学●                              | 名古屋工業大学●                              |                                              |                                              |                     |                     |
|           |                                              | 1部・2部入れ替え戦                           | 1部・2部入れ替え戦                           | 1部・2部入れ替え戦                           | 1部・2部入れ替え戦                           | 1部・2部入れ替え戦                           | 1部・2部入れ替え戦                           | 2部・3部入れ替え戦                           | 2部・3部入れ替え戦                           | 2部・3部入れ替え戦                           | 2部・3部入れ替え戦                           | 2部・3部入れ替え戦                           | 2部・3部入れ替え戦                           |                                              |                                              |                     |                     |
| 1部最下位 | 1部最下位                                    | 2部優勝                                      | 2部優勝                                      | 2部Aリーグ1位                                | 2部Bリーグ1位                                | 2部Aリーグ6位                                | 2部Bリーグ6位                                | 2部最下位                                    | 2部最下位                                    | 3部優勝                                      | 3部優勝                                      |                                              |                                              |                                              |                                              |                     |                     |
| 2022秋    | 名城大学                                     | 愛知学院大学●                                | 愛知学院大学●                                | 愛知大学○                                    | 愛知大学○                                    | 愛知大学                                     | 星城大学                                     | 名古屋商科大学                               | 愛知教育大学                                 | 愛知教育大学●                                | 愛知教育大学●                                | 名古屋産業大学○                              | 名古屋産業大学○                              |                                              |                                              |                     |                     |
| 2023春    | 中部大学                                     | 愛知大学●                                    | 愛知大学●                                    | 愛知学院大学○                                | 愛知学院大学○                                | 愛知学院大学                                 | 東海学園大学                                 | 名古屋大学                                   | 名古屋経済大学                               | 名古屋大学●                                  | 名古屋大学●                                  | 名古屋工業大学○                              | 名古屋工業大学○                              |                                              |                                              |                     |                     |
| 2023秋    | 名城大学                                     | 中京大学◯                                    | 中京大学◯                                    | 同朋大学●                                    | 同朋大学●                                    | 名古屋学院大学                               | 同朋大学                                     | 日本福祉大学                                 | 名古屋工業大学                               | 日本福祉大学◯                                | 日本福祉大学◯                                | 南山大学●                                    | 南山大学●                                    |                                              |                                              |                     |                     |
| 2024春    | 中京大学                                     | 愛知東邦大学●                                | 愛知東邦大学●                                | 東海学園大学◯                                | 東海学園大学◯                                | 名古屋学院大学                               | 東海学園大学                                 | 名古屋産業大学                               | 日本福祉大学                                 | 名古屋産業大学●                              | 名古屋産業大学●                              | 名古屋大学◯                                  | 名古屋大学◯                                  |                                              |                                              |                     |                     |
| 2024秋    | 名城大学◎                                    | 東海学園大学◯                                | 東海学園大学◯                                | 名古屋学院大学●                              | 名古屋学院大学●                              | 名古屋学院大学                               | 愛知産業大学                                 | 日本福祉大学                                 | 名古屋工業大学                               | 名古屋工業大学●                              | 名古屋工業大学●                              | 名古屋産業大学◯                              | 名古屋産業大学◯                              |                                              |                                              |                     |                     |
| 2025春    | 中京大学                                     | 東海学園大学◯                                | 東海学園大学◯                                | 名古屋学院大学●                              | 名古屋学院大学●                              | 名古屋学院大学                               | 愛知産業大学                                 | 名古屋産業大学                               | 日本福祉大学                                 | 名古屋産業大学◯                              | 名古屋産業大学◯                              | 南山大学●                                    | 南山大学●                                    |                                              |                                              |                     |                     |
| 2025秋    |                                              |                                              |                                              |                                              |                                              |                                              |                                              |                                              |                                              |                                              |                                              |                                              |                                              |                                              |                                              |                     |                     |

- （注1）：来シーズンより3部リーグの参加チーム増加（4→5）に伴い、3部への降格チームはなし、4部優勝の南山大学が自動昇格した。
- （注2）：連盟分裂騒動によりリーグ編成が大幅に変更。（詳細は後述）
- （注3）：臨時部は制裁により上位リーグへ昇格する権利がないため入れ替え戦はなし。
- （注5）：明治神宮野球大会に出場したのはリーグ2位で代表決定戦に出場し、出場権を獲得した中京大学。
- （注6）：明治神宮野球大会に出場したのはリーグ2位で代表決定戦に出場し、出場権を獲得した愛知学院大学。
- （注7）：一度は入れ替え戦により星城大学の3部降格、名古屋大学の4部降格が決定したが、その後来シーズンより旧2部・3部を新2部、旧4部・5部を新3部に統合してA・Bリーグに再編することが決定、星城大学は新2部のAリーグへ、名古屋大学は新3部のAリーグへの参加が決定した。
- （注8）：明治神宮野球大会に出場したのはリーグ2位で代表決定戦に出場し、出場権を獲得した愛知大学。
- （注9）：明治神宮野球大会に出場したのはリーグ2位で代表決定戦に出場し、出場権を獲得した名城大学。
- （注10）：来シーズンより1チーム減となるのに伴い降格なしとなったため最下位決定戦は行われなかった。
- （注11）：2部が来季より1チーム減となることから優勝した名古屋経済大学が自動昇格した。
- （注12）：入れ替え戦は実施せず、各部優勝チームは上位リーグへ自動昇格した。
- （注13）：入れ替え戦を実施しないため最下位決定戦は行われなかった。
- （注14）：A・B分かれず12チームでリーグ戦を行った。
- （注15）：入れ替え戦は実施せず、各部の昇降格はなし。

### リーグ優勝回数
2025年春季リーグ終了時点
1部リーグ
| 優勝回数 | 大学                      |
| -------- | ------------------------- |
| 47       | 愛知学院大学              |
| 44       | 中京大学                  |
| 18       | 愛知工業大学              |
| 15       | 名城大学                  |
| 11       | 愛知大学                  |
| 5        | 名古屋商科大学 名古屋大学 |
| 4        | 中部大学                  |
| 1        | 名古屋学院大学 南山大学   |

2部リーグ
| 優勝回数 | 大学                                          |
| -------- | --------------------------------------------- |
| 27       | 名古屋学院大学                                |
| 17       | 愛知大学                                      |
| 14       | 南山大学                                      |
| 11       | 中京大学                                      |
| 10       | 名古屋大学 名古屋商科大学                     |
| 7        | 名城大学 同朋大学（旧：東海同朋大学）         |
| 6        | 中部大学 愛知工業大学                         |
| 5        | 愛知教育大学（旧：愛知学芸大学） 東海学園大学 |
| 4        | 愛知産業大学 日本福祉大学                     |
| 3        | 名古屋市立大学 愛知学院大学                   |
| 2        | 愛知東邦大学                                  |
| 1        | 愛知学泉大学 至学館大学                       |

3部リーグ
| 優勝回数 | 大学 |
| -------- | --- |
| 14       | 名古屋工業大学 |
| 12       | 中部工業大学（現：中部大学） 愛知教育大学 南山大学                                                                                      |
| 11       | 日本福祉大学 |
| 10       | 名古屋大学 |
| 8        | 名古屋経済大学 |
| 7        | 名古屋産業大学 |
| 5        | 愛知学泉大学 |
| 4        | 同朋大学 星城大学 |
| 3        | 愛知産業大学 名古屋学院大学 |
| 2        | 名古屋市立大学 |
| 1        | 愛知工業大学 豊橋技術科学大学 東海学園大学 大同工業大学（現：大同大学） 中京大学 愛知大学 名城大学 至学館大学 愛知東邦大学 愛知淑徳大学 |

### 全国大会成績
※大学選手権＝全日本大学野球選手権大会出場回数、神宮大会＝明治神宮大会出場回数。（大学選手権と神宮大会の実績はリーグ発足以前も含む）
| 学校           | 最終出場大会      | 全国大会 合計出場回数 | 大学選手権 | 神宮大会 | 備考                                                       |
| -------------- | ----------------- | --------------------- | ---------- | -------- | ---------------------------------------------------------- |
| 愛知学院大学   | 2015年 大学選手権 | 39                    | 23         | 16       | 全日本大学野球選手権大会準優勝：1回 明治神宮大会優勝：1回  |
| 中京大学       | 2025年 大学選手権 | 29                    | 21         | 8        | 全日本大学野球選手権大会優勝：1回 明治神宮大会準優勝：1回  |
| 愛知工業大学   | 2019年 大学選手権 | 18                    | 10         | 8        | 全日本大学野球選手権大会ベスト4：1回 明治神宮大会優勝：1回 |
| 名城大学       | 2024年 神宮大会   | 14                    | 6          | 8        | 明治神宮大会準優勝：1回                                    |
| 愛知大学       | 2015年 神宮大会   | 9                     | 7          | 2        | 全日本大学野球選手権大会ベスト4：2回                       |
| 名古屋商科大学 | 1993年 神宮大会   | 4                     | 2          | 2        |                                                            |
| 中部大学       | 2017年 大学選手権 | 2                     | 2          | 0        |                                                            |
| 名古屋学院大学 | 1978年 大学選手権 | 1                     | 1          | 0        |                                                            |

## 加盟大学
2024年春季リーグ時点

### 1部リーグ
- 中京大学
- 中部大学（旧：中部工業大学）
- 愛知学院大学
- 名城大学
- 愛知工業大学
- 愛知東邦大学

### 2部リーグ
Aリーグ
- 名古屋学院大学
- 名古屋経済大学
- 星城大学
- 名古屋工業大学（1950年春季終了後一度脱退するものの、1953年秋季より再加盟）
- 名古屋商科大学
- 名古屋産業大学

Bリーグ
- 東海学園大学
- 至学館大学（旧：中京女子大学[4]）
- 愛知産業大学
- 同朋大学（旧：東海同朋大学、1957年春季に一度脱退するものの、1972年春季より準加盟、1974年春季より再加盟）
- 愛知大学
- 日本福祉大学

### 3部リーグ
- 名古屋大学
- 愛知教育大学（旧：愛知学芸大学）
- 南山大学
- 愛知淑徳大学
- 大同大学（旧：大同工業大学）
- 名古屋市立大学（旧：名古屋薬科大学）
- 名古屋外国語大学（2018年春季は全試合棄権）
- 豊橋技術科学大学（2001年春季終了後一度脱退するものの、2010年秋季より再加盟）

### かつて加盟していた大学
- 愛知文教大学（2005年秋季終了後後脱退。）
- 愛知新城大谷大学（2008年秋季に準加盟してオープン参加したが、大学の資金難により秋季リーグ終了後解散、正式加盟をしなかった[5]。）
- 人間環境大学（2013年春季を欠場した後そのまま脱退。）
- 愛知みずほ大学（2015年秋季終了後に脱退。）
- 愛知学泉大学（2020年秋季終了後に脱退。）

## 連盟分裂騒動

### 分裂騒動の経緯
1999年暮れ頃、1部の常連校の中から、人気と実力の両面で陰りの傾向が見えていた連盟の運営と実情に不満が噴出。特に下部所属校の一部に対して運営に積極性がないとする批判がだされ、連盟活性化の足かせとなっているという強硬な意見が表面化し、1つの巨大連盟であることの是非が問われ再編案が出された。
その内容は、愛知大学野球連盟内を「愛知六大学野球連盟」「愛知学生野球連盟」「中京学生野球連盟」（いずれも草案時の仮称）に分け再編し、前者2つはそれぞれ6大学で構成、残りを1つにまとめるという構想で、分割することによる運営のスリム化と
将来的な愛知からの代表枠増を狙った準備再編であった。草案としての構成校は、愛知六大学が1部所属の5大学と名古屋大学(この編成は明らかに東京六大学野球連盟、関西学生野球連盟を意識したものと考えられる。)、愛知学生は1部所属の1校と2部所属の中から5校と発表されたが、構成校の選択内容とその理由が独善的であると多くの加盟校の反発を招き、結局この提案は支持を得られずに多数でもって否決されてしまった。
連盟内調停に失敗した再編支持派の愛知大学、愛知工業大学、中京大学、名古屋大学、名城大学の5大学は、2000年2月に愛知大学野球連盟からの脱退を強行し、再編派の離脱5大学は新連盟の承認の打診を全日本大学野球連盟に求めた。しかし、分裂騒動に不快感を示した全日本大学野球連盟は、離脱した5大学グループに対して強硬路線の沈静化要求とともに、全日本大学野球選手権への出場枠は与えない（新連盟は承認しない）旨を回答する。離脱側はこの決定に対して独立は断念し、同年3月には愛知連盟に復帰を求めることになった。

### 分離騒動の制裁と終焉
復帰した5大学は全日本大学野球連盟側との交渉の際の"連盟内での再調整の指示"をよりどころに、引き続き愛知連盟内での再編案を主張しつづけたが、受け入れられないことから別途リーグ戦を組織する行動を起こした。連盟の分裂を回避したい連盟事務局は、再編派離脱復帰組5大学と非再編派グループとの調停に苦慮し、復帰組5大学のリーグ戦を全国大会への出場権がない臨時部と定義しリーグ戦を容認した。その後引き続き双方の調停・話し合いが継続する中でリーグ戦が推移していったが、最終的には全国大会への道が閉ざされた強硬派のモチベーションが低下し、2001年に再編派が矛を収める形で最下部所属として正式にリーグ戦に復帰することとなった。

#### 制裁によるリーグの再編成
- 1999年秋季（制裁前、太字が制裁チーム）
  - 1部　愛知工業大学・愛知学院大学・名古屋商科大学・名城大学・中京大学・愛知大学
  - 2部　名古屋学院大学・同朋大学・中部大学・名古屋経済大学・東海学園大学・愛知学泉大学
  - 3部　愛知教育大学・名古屋大学・日本福祉大学・名古屋工業大学・名古屋市立大学
  - 4部　大同工業大学・南山大学・名古屋外国語大学・愛知淑徳大学・豊橋技術科学大学

- 2000年春季（制裁後、太字が上位リーグへ昇格したチーム）
  - 1部　愛知学院大学・名古屋商科大学・名古屋学院大学・同朋大学・中部大学・名古屋経済大学
  - 2部　東海学園大学・愛知学泉大学・愛知教育大学・日本福祉大学・名古屋工業大学・名古屋市立大学
  - 3部　大同工業大学・南山大学・名古屋外国語大学・愛知淑徳大学・豊橋技術科学大学
  - （臨時部　愛知工業大・名城大学・中京大学・愛知大学・名古屋大学）

- 2001年春季（制裁解除時）
  - 1部　愛知学院大学・中部大学・名古屋学院大学・名古屋商科大学・東海学園大学・愛知学泉大学
  - 2部　同朋大学・名古屋経済大学・日本福祉大学・愛知教育大学・大同工業大学・名古屋工業大学
  - 3部　南山大学・愛知産業大学（2000年秋季加盟）・名古屋市立大学・名古屋外国語大学・愛知淑徳大学・豊橋技術科学大学（今季限りで脱退）
  - 4部　中京大学・愛知工業大学・名城大学・愛知大学・名古屋大学・愛知文教大学（2001年春季加盟）

### 騒動解消後の救済
なお、この騒動での復帰組への救済策として、全国の連盟でも当時あまり行われていなかった2校ずつの各部入れ替え戦制度を導入した。当初は、復帰組の早期1部昇格を目的として導入されたが、復帰組5大学中、元1部校が全校1部復帰した後も同制度が引き続き継続された。2011年からは、以前の1校ずつの入れ替え戦制度に戻っている。